# Petr Reinberk
Petr Reinberk (23 maggio 1989) è un calciatore ceco, difensore dello Slovácko.

## Caratteristiche tecniche
Terzino sinistro, può giocare anche come terzino destro.

## Carriera

### Club
Ha giocato nella prima divisione ceca.

### Nazionale
Ha giocato nelle nazionali giovanili ceche Under-16, Under-17, Under-18, Under-19 ed Under-21.

## Palmarès

### Club

#### Competizioni nazionali
- Coppa della Repubblica Ceca: 1

Slovacko: 2021-2022